# مجزرة حديثة

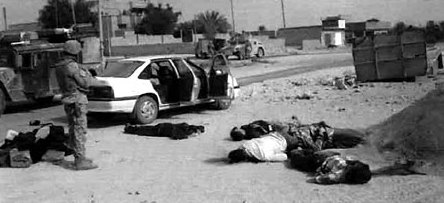
جندي أمريكي يقف على مقربة من جثث عدد من المدنيين الذين قتلوا خلال المجزرة

مجزرة حديثة سلسلة من عمليات القتل وقعت أحداثها يوم 19 تشرين الثاني/نوفمبر 2005 حينما قام جنود من مشاة البحرية الاميركية ينتمون إلى الكتيبة الثالثة من الفرقة الأولى بقتل 24 مدنياً عراقيا بينهم نساء وأطفال ومسنون كانوا في منازلهم في مدينة حديثة العراقية التي تبعد 260 كلم غرب بغداد بعد تعرض قافلة أمريكية محتلة للهجوم باستخدام عبوة ناسفة أدت إلى مقتل العريف ميغيل تيرازاس وقد قامت الحكومة الأمريكية بفتح تحقيق موسع في الجريمة في شباط/فبراير 2006 بعد ضجة أثارتها وسائل إعلامية بشأن الحادثة، وأفادت التحقيقات أن جنود المارينز أطلقوا النار بشكل متعمد على المدنيين وفي ديسمبر/كانون الأول 2006 أدين ثمانية من جنود المارينز فيما يتعلق بالحادث وخضعوا للتحقيق.

## إسقاط تهمة القتل العمد
في بداية عام 2008 أعلن متحدث باسم البحرية الأمريكية أن قائد مجموعة الجنود الأمريكيين المتهمين بارتكاب المذبحة - فرانك ووتريتش - لن يحاكم بتهمة القتل العمد ولكنه سيحاكم بتهم أخرى كالقتل الخطأ والاعتداء الجسيم والتخلي عن واجبه وغيرها من التهم

### براءة نهائية
في 5 حزيران/يونيو 2008 أعلن مصدر عسكري أن هيئة محلفين في محكمة بكاليفورنيا قد برأت ضابطا من المارينز يدعى أندرو غرايسون (27 عاما) كان يحاكم لدوره في قضية مجزرة حديثة في 2005

## الفيلم
في كانون الأول/ديسمبر 2007 ظهر فيلم معركة حديثة (Battle for Haditha) هو فيلم يروي أحداث المذبحة وهو من إخراج المخرج البريطاني نيكولاس برومفيلد.